# Теодор Димић
Теодор (Тодор, Тоша) Димић (Баваниште код Ковина, 9. април 1814 — Београд, 9. децембар 1905), био је учитељ и културни радник у доба Српског народног препорода.

## Биографија
Теодор (Тодор, Тоша) Димић је рођен 9. априла 1814. године у месту Баваниште код Ковина у Банату од оца Ћире, мајстора. Похађао је српску и немачку основну школу у Баваништу и Панчеву, а затим приватну препарандију (учитељску школу) панчевачког школског директора Давида Рајића. После одређеног времена је уписао шестогодишњу гимназију у Сремским Карловцима и завршио је у Новом Саду, а седми и осми разред гимназије (тзв. Philosophicum) је уписао у Темишвару, али их није завршио. Учитељски испит је положио у Сомбору.
Димић је 42 године радио као наставник и педагог у српским основним школама широм Угарске. Предавао је у Брестовцу, Грабовцу, Помазу крај Будимпеште (око 1846)  и Збегу крај Сентандреје (око 1850). Од средине педесетих па до 1880. године је био у Новом Саду, као учитељ у Алмашкој школи и четири и по године као управитељ новосадских српских народних основних школа.
Поред педагошког рада, Димић се бавио књижевношћу, преводилаштвом, општом и стручном публицистиком. Као ђак препарандије на подстицај Јоакима Вујића наступао је у позоришним представама. Сам је писао позоришне комаде, песме на разне сижее и ситне књижевне форме. Међутим, сопствено књижевно дело није ценио, сматрајући да му не лежи фикција. Док тако његова књижевничка производња није сачувана, бројни публицистички и стручни радови и преводи штампани су у новиинама и часописима, као што су Летопис Матице српске, Седмица, Јавор, Комарац, Јужне пчеле. Док је у тим листовима чланке обично објављивао анонимно, био је и званично сарадник Сербских народних новина Теодора Павловића у Пешти, и две године уредник Школског листа.
Интелектуални интереси су му били разноврсни, следећи идеал универзалног учењака. Обухватали су широк дијапазон тема од црквених традиција и музике, преко позоришта, страних језика (владао је немачким, мађарским, румунским, латинским и француским), до расправе око општег стандарда српског језика која се жестоко водила средином 19. века. Димић је за школске потребе саставио букваре и читанку и на славеносрпском и на народном језику. Познавао је, дружио и дописивао се са многим истакнутим савременицима који су обликовали политички и културни живот Срба у Војводини а и Србији.
Теодор Димић је био ожењен Персидом рођ. Тодоровић (1832—1899), с којом је имао шест синова и четири кћери, од којих је по двоје преминуло у дечјем узрасту. Разграната породица Димић води порекло од Диме Путника, Цинцарина из села Блаце у Егејској Македонији, који се доселио у Ковин у време сеоба у првој половини 18. века, и дала је бројне научно-просветне раднике, укључујући Теофила, Аксентија и Петра. Четворо Теодорове деце су такође кренули очевим стопама и постали наставници, а унуци Драгослав Јовановић и Платон Димић су били професори универзитета.
Димић се после пензионисања преселио код своје кћери Емилије и зета Богољуба Јовановића у Београд, где је и умро 1905. године. Сахрањен је у Новом Саду.